# José Mera
José Hermes Mera Vergara (Puerto Tejada, 11 de março de 1979) é um futebolista profissional colombiano, que atua como defensor.

## Carreira

### Deportes Quindío
José Mera se profissionalizou no Deportes Quindío em 1999.

## Seleção
José Mera integrou a Seleção Colombiana de Futebol na Copa das Confederações de 2003.